# Le Désert blanc
Pour les articles homonymes, voir Désert blanc.

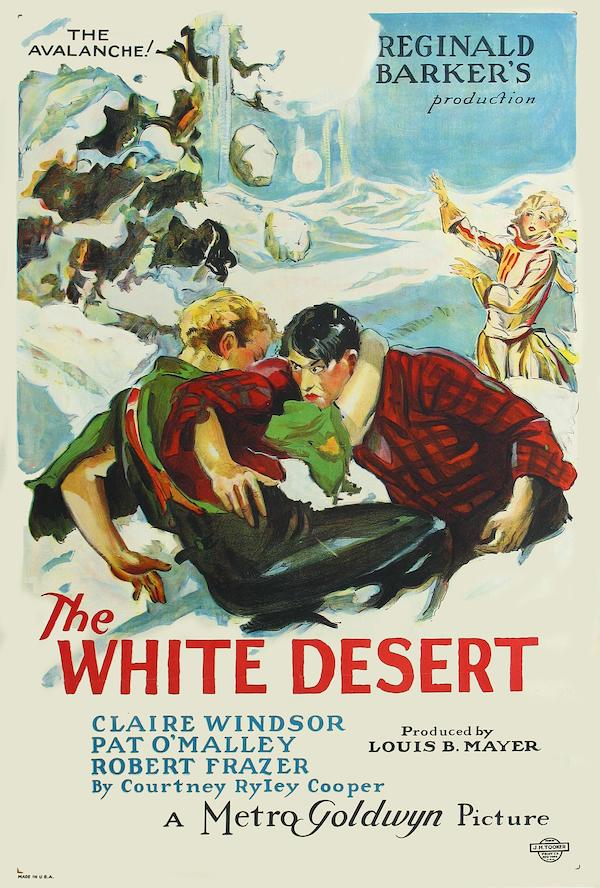
Affiche du film.

Le Désert blanc (titre original : The White Desert) est un film américain réalisé par Reginald Barker, sorti en 1925. 
C'est un film de série B destiné à fournir le réseau de salles de Loews Cineplex. Le titre du film fait référence à l'État du Colorado recouvert de neige en hiver.

## Synopsis
Barry Houston, le responsable d'une équipe construisant un tunnel ferroviaire à travers une montagne du Colorado, prévient John Keith, l'ingénieur du projet, qu'il fait trop de dynamitage, mettant ainsi son équipe en danger à cause des risques d'avalanches. Tentant d'établir un record, Keith ignore les conseils de Barry, et à la suite d'une explosion, déclenche un avalanche qui détruit le camp, coupant les lignes télégraphiques et l'intendance. John et Barry partent chercher de l'aide et reviennent avec de la nourriture et une aide médicale. Buck Carson, affamé et désespéré, attaque Robinette, qui lui jette de l'eau bouillante au visage ; Buck la poursuit alors aveuglément vers un précipice. Barry la sauve de Buck, et elle lui avoue son amour.

## Fiche technique
- Titre original : The White Desert
- Réalisation : Reginald Barker
- Scénario : Monte M. Katterjohn, Gordon Rigby, Lew Lipton d'après 	The White Desert de Courtney Riley Cooper
- Photographie : Percy Hilburn
- Distributeur : Metro-Goldwyn-Mayer
- Genre : Film dramatique, Mélodrame[2]
- Pays de production :  États-Unis
- Durée : 70 minutes
- Date de sortie : 4 mai 1925

## Distribution
- Claire Windsor : Robinette
- Pat O'Malley : Barry
- Robert Frazer : Keith
- Frank Currier : Saul MacFarlane
- William Eugene : Foster
- Roy Laidlaw : Engineer
- Sōjin Kamiyama : Chinese Cook
- Priscilla Bonner : Mrs. Foster
- Snitz Edwards : Runt
- Milton Ross : Doctor Carter
- Matthew Betz : Buck Carson
- Sidney Bracey (non crédité)
- David Dunbar (non crédité)
- Trixie Friganza (non crédité)
- Bert Sprotte (non crédité)

## Production
Le film a été tourné au col Rollins (Rollins Pass en anglais), à l'époque de la construction du Moffat Tunnel, qui avait commencé en 1923 et s'est terminé en 1928.